# Contraception animale

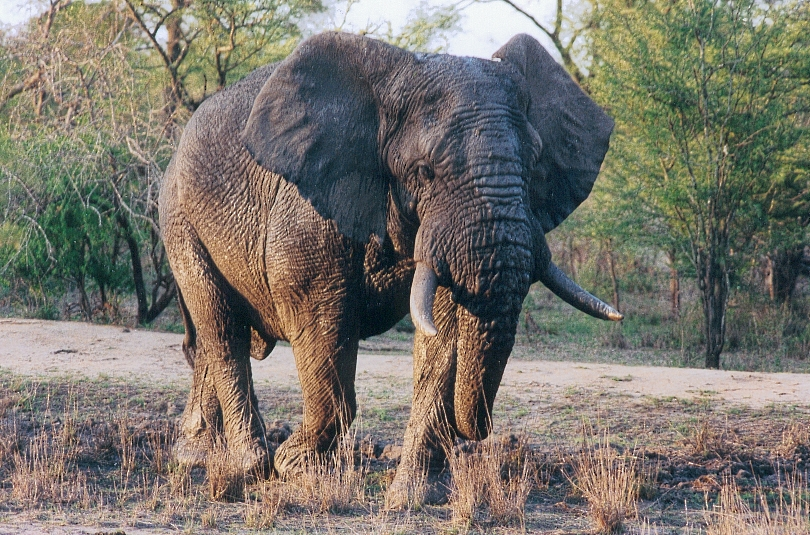
Un éléphant photographié dans une réserve privée du Parc Kruger, où la contraception est employée depuis le milieu des années 1990.

La contraception animale est une méthode de gestion de la faune, utilisée tant pour les animaux domestiques (chiens, chats, etc.) que pour la faune sauvage. Développée dans les années 1970 dans les zoos, puis dans les années 1980-1990 sur des animaux en liberté, la contraception de faune sauvage a d'abord été utilisée aux États-Unis sur des chevaux et cervidés sauvages, avant d'être introduite en Afrique du Sud dans le Parc national Kruger pour gérer les populations d'éléphants. Elle est également utilisée ou expérimentée en milieux urbain ou péri-urbain pour contrôler les populations de pigeons , de chiens de prairie, de bernaches , ou d'écureuils . Face au développement du droit des animaux et des défenseurs du bien-être animal, la contraception s'impose en effet comme alternative partielle à l'abattage d'animaux concurrençant les activités humaines (élevage ou agriculture) ou posant des problèmes de santé publique voire de sécurité routière. En France, elle a été utilisée dans le Parc national des Écrins, à partir de 2007, pour gérer les populations de marmottes, suscitant une controverse . 
Hors captivité, la contraception de la faune sauvage demeure cependant peu répandue . Des chercheurs français  soulignent plusieurs raisons à cela:
« Les débats d’ordre éthique sont encore plus nombreux et plus vifs lorsqu’on à affaire à des animaux sauvages en liberté; loin d’opérer la réconciliation attendue, la contraception des animaux sauvages est discutée par une longue liste d’acteurs (Curtis et al., 1993) et révèle l’existence de lignes de clivage entre des groupes qui pouvaient paraître proches, comme les défenseurs des droits des animaux, opposés à toute forme d’intervention, et les défenseurs du bien-être animal, pour qui la contraception est souvent un moindre mal, préférable à l’élimination physique. Dans certains cas, le recours à la contraception est critiqué par des groupes que l’on tend ordinairement à opposer (Fox, 2007), comme les défenseurs des droits des animaux et les chasseurs, qui craignent parfois que la contraception ne vienne contrarier leur pratique. À plusieurs reprises, des recherches très avancées sur le plan biologique ont été rapidement stoppées parce que les expérimentateurs s’avisaient que la réglementation interdisait
d’utiliser des produits contraceptifs susceptibles de contaminer la chaîne alimentaire, ou qu’il serait financièrement impossible de passer à un stade opérationnel, ou encore parce que leur initiative les exposait à des critiques virulentes qu’ils n’avaient pas anticipées (Porton, 2005). »

## Les premiers essais dans les zoos
Dans ce dernier cas, elle a été initiée dans les zoos, à la suite, notamment de l'augmentation des conditions de vie des animaux enfermés et à la signature de la Convention sur le commerce international des espèces de faune et de flore sauvages menacées d'extinction (1973) empêchant aux zoos de revendre les animaux. Ainsi, dès le milieu des années 1970, on l'employa sur les félins (tigres et lions), avant de la généraliser : ce contrôle des naissances est aujourd'hui commun dans les zoos et aquariums. Cette expérience a, par la suite, permis d'initier la contraception de la faune sauvage. Ainsi, le Parc national Kruger (Afrique du Sud) l'utilise sur les éléphants, à la suite de l'arrêt des prélèvements (tirs ciblés) sur cette faune, décidé en 1996.

## La méthode Liu-Kirkpatrick
Selon Douglas Fox (2007), il y a plus de mille ans, des Bédouins d'Afrique du Nord auraient insérés des pierres dans l'utérus des chamelles pour empêcher les gestations lors des voyages dans le désert. À l'époque moderne, les premières expérimentations de contraception de faune sauvage eurent lieu aux États-Unis, dans les années 1970, au sujet des juments sauvages. Le biologiste Jay Kirkpatrick, installé à Billings (Montana) fut contacté par un fonctionnaire du Bureau of Land Management qui lui proposa une telle méthode afin de gérer la population équine, alors que le Congrès avait promulgué le Wild Free-Roaming Horse and Burro Act (1971) interdisant l'abattage. L'opinion publique se montra cependant très hostile envers ces méthodes, mettant un frein à celles-ci . Elle changea d'avis lorsque le secrétaire à l'Intérieur de Reagan, James G. Watt, contourna la loi interdisant l'abattage afin de répondre aux demandes des farmers, la population équine sauvage concurrençant le bétail . En 1988, Kirpatrick entendit parler de la méthode PZP (Porcine zona pellucida) développée par le vétérinaire Irwin Liu (Université de Californie). Le PZP avait été développé, sans succès, en tant que contraceptif humain ; on l'utilisa sur la faune sauvage, le principe étant d'injecter des protéines issues d'ovaires de truies dans les chevaux, développant des réactions d'anticorps empêchant les spermatozoïdes de féconder les œufs. Kirkpatrick, Liu et John Turner expérimentèrent avec cette technique, conduisant à la publication d'un article, en 1990, dans le Wildlife Society Bulletin, qui attira l'attention du public . Kirkpatrick fonda alors le Science and Conservation Center  à Billings, fabriquant bientôt 5 000 doses de PZP par an . La contraception était essentiellement utilisée sur des équins, des cervidés (les cerfs à queue blanche, courant en zone péri-urbaine), voire sur des buffles d'eau ou des ours .
Au milieu des années 1990, Kirkpatrick commença à travailler avec un biologiste de l'Université de Pretoria, Henk Bertschinger, pour utiliser le PZP sur les éléphants. L'idée lui était venue à la suite d'un documentaire de Roger A. Caras (en), en 1984, qui l'avait interviewé et avait également filmé des scènes d'abattage d'éléphants en Afrique du Sud . Ils expérimentèrent cette méthode de 1996 à 2000 dans le Parc national Kruger, ainsi que dans la réserve de Makalali (en) (province de Limpopo) . En 2007, sept réserves et parcs naturels d'Afrique du Sud utilisaient cette méthode .

## Les méthodes contemporaines
La première Conférence internationale sur le sujet (International Conference on Fertility Control for Wildlife) eut lieu en 1987. En 2007, la 6e Conférence internationale, à York (Royaume-Uni), exposait diverses méthodes, allant des implants hormonaux aux vaccins, parfois élaborés à partir de protéines recombinante (méthode d'immunocontraception), aux médicaments jusqu'aux virus ou vers génétiquement modifiés, afin d'empêcher la reproduction .